# Oscar Ferrari (Sänger)
Oscar Ferrari (Oscar Samuel Rodríguez de Mendoza; * 9. August 1924 in Buenos Aires; † 20. August 2008) war ein argentinischer Tangosänger und Autor.

## Leben und Wirken
Ferrari debütierte als Sänger mit Atilio Felices Orchester und wurde 1943 Mitglied im Orquesta Típica Gómez. Bald darauf engagierte ihn Juan Caló, mit dessen Orchester er im Nachtclub La Colmena auftrat. 1945 schloss er sich dem Orchester Alfredo Gobbis an. Während seines Militärdienstes bei der Marine trat er mit den Los Cantores de América auf (mit dem Gitarristen Adolfo Berón und dem Pianisten Alberto Suárez Villanueva). 
Nach dem Militärdienst schloss er sich Edgardo Donato an. Mit dessen Orchester sang er einen seiner größten Erfolgstitel, den Tango Galleguita von Horacio Pettorossi und Alfredo Navarrine. Danach war er kurze Zeit neben Fontán Luna Sänger in Astor Piazollas Orchester. Ab Ende der 1940er Jahre trat er im Wechsel mit Jorge Durán als Sänger mit José Bassos Orchester auf. Von 1956 bis 1960 war er neben Julio Sosa Sänger in Armando Pontiers Orchester.
Als in den 1960er Jahren das Interesse am Tango zurückging, begann Ferrari als Autor zu arbeiten. Er schrieb Historias de cabaret mit einem Vorwort von Julián Centeya, Versos de amor y barricada und porträtierte Kollegen in dem Buch A mis colegas. Ab 1970 trat er erneut mit dem Orchester Armando Pontiers auf, ab 1973 mit dem Leo Lipeskers. Als Solist unternahm er Tourneen durch Chile, Uruguay, Paraguay und Chile. 1995 schloss er sich Beba Puglieses Orchester an, mit dem er in Paris auftrat. Ab 1997 arbeitete er erneut als Solosänger und unterrichtete Gesang an der Escuela Argentina de Tango.
Der erfolgreichste Tango Ferraris war Venganza, den er erstmals mit Bassos Orchester sang. Er nahm ihn insgesamt achtmal auf, zuerst mit Basso, dann zweimal mit Pontier, später mit Beba Pugliese, außerdem bei mehreren Labels als Solist und zuletzt 2002 mit einer Gruppe junger Musiker. Ebenfalls bekannt wurde seine Interpretation von Humberto Correas Mi vieja viola, während er selbst seine Aufnahme von La maleva bevorzugte. Für sein Wirken wurde er vielfach ausgezeichnet, u. a. mit dem Orden del Porteño, dem Discepolín de Oro, dem Homero Manzi de Oro und 2002 mit dem Diploma a la Gloria del Tango der Academia Porteña del Lunfardo.